# Матилда Каролина Баварска
Матилда Каролина Фридерика Вилхелмина Шарлота Баварска (на немски: Mathilde Karoline Friederike Wilhelmine Charlotte von Bayern; * 30 август 1813, Аугсбург; † 25 май 1862, Дармщат от династията Вителсбахи, е принцеса от Бавария и чрез женитба велика херцогиня на Хесен и при Рейн.

## Живот
Тя е най-възрастната дъщеря на крал Лудвиг I от Бавария и на Тереза фон Сакс-Хилдбургхаузен, дъщеря на херцог Фридрих (1763 – 1834). Сестра е на кралете Максимилиан II Йозеф Баварски и Ото I от Гърция и на прин-црегент Луитполд.
На 26 декември 1833 г. в Мюнхен тя се омъжва за велик херцог Лудвиг III (1806 – 1877), син на велик херцог Лудвиг II фон Хесен-Дармщат и принцеса Вилхелмина фон Баден. Бракът е бездетен. Неговата сестра Мария се омъжва през 1841 г. за цар Александър II от Русия.
Матилда умира през 1862 г. на 48 години в Дармщат и е погребана в църквата „Св. Лудвиг“.
- Принцеса Матилда Каролина,
 1831 г.
- Велика херцогиня Матилда Каролина